# Kennebec (rivière)
Pour les articles homonymes, voir Kennebec.
La Kennebec est une rivière des États-Unis, dans le Maine. Longue de 240 km, elle prend sa source dans le lac de Moosehead, et coule vers le sud, arrose les villes de Madison, Skowhegan, Waterville, Augusta, le grand centre de constructions navales de Bath avant de se jeter dans la baie de Merrymeeting, une sorte d'estuaire d'eau douce long de 26 km qui se déverse dans le golfe du Maine et l'océan Atlantique. Les marées océaniques provoquent un mascaret dont les effets sont encore bien visibles à hauteur d’Augusta. Les affluents de la Kennebec sont les rivières Carrabassett, Rivière Sandy, et Sébasticook.

## Histoire
Samuel de Champlain explora en 1605 la baie de la Kennebec, que les indiens Abénaquis appelaient Sagadahoc, c’est-à-dire « embouchure du grand fleuve ». La rivière porta aussi le nom « rivière de Naranzouac ».
En 1607, une filiale de la Virginia Company (Plymouth Company) établit l’éphémère Colonie de Popham, défendue par le Fort Saint-George. Si les conditions météorologiques et la mauvaise gestion gâtèrent l'entreprise, du moins les colons anglais furent-ils assez habiles pour fabriquer de leurs mains le premier vaisseau proprement « américain » (construit entièrement au Nouveau Monde) capable de traverser l'Atlantique : le Virginia of Sagadahoc, avec lequel ils parvinrent à regagner l'Angleterre.
En 1629, des membres de la colonie de Plymouth vinrent établir un nouveau comptoir plus en amont, au lieu-dit Coussinoc (« pointe du mascaret », non loin de l'actuelle Augusta). Le trafic des fourrures était rentable, mais les agressions des indiens Abénaquis et l'accroissement de l'offre amenèrent la colonie de Plymouth à abandonner Coussinoc et à céder son privilège d'exploitation de la Kennebec en 1661. C'est à ce moment que reprit l’exploitation du comptoir de Sagadahoc, après rachat des terres à un sachem indien surnommé Robinhood.
La menace pour les colons venait toujours des Abénaquis du village de Narrantsouac, bien en amont sur la Kennebec, où le père Sébastien Racle organisait une forme de résistance à la colonisation britannique. En 1722, les Abénaquis attaquèrent Fort Richmond et détruisirent Brunswick. En représailles, les Anglais pillèrent Narrantsouack et tuèrent le Père Racle en 1724 au cours de la guerre anglo-wabanaki (ou guerre de Fort Dummer) : en l’espace de quelques mois, ils s'assurèrent le contrôle définitif de toute la vallée.Les derniers Amérindiens survivants quittèrent la région pour aller s'installer à Odanak, au confluent de la  Rivière Saint-François et du Fleuve Saint-Laurent en Nouvelle-France.  Puis en 1754, les Britanniques installèrent un dépôt de ravitaillement à l'avant-poste de Coussinoc, abandonné depuis 90 ans. Ce dépôt de Fort Western (le plus vieux fort en bois encore intact aux États-Unis) devait jouer un rôle décisif lorsqu'en 1775, Benedict Arnold et son armée firent marche pour la bataille de Québec.
Quant à la colonie de Sagadahoc, d’abord tournée vers la pêche, elle développa au fil des décennies plusieurs ateliers pour travailler le bois de charpente, le fer et le cuivre. C'est ainsi qu'en 1743, un charpentier du nom de Jonathan Philbrook et ses deux fils construisirent deux vaisseaux. Rattachée d'abord au comptoir de Georgetown en 1753, la colonie de la Kennebec grossit jusqu'à devenir un bourg indépendant qui le 17 février 1781 prit le nom de Bath : un postier anglais, Dummer Sewell, lui trouva ce nom qui évoque la ville anglaise de Bath dans le Somerset.
En 1814, un négociant de Bath du nom de Frederic Tudor imagina de ravitailler les Antilles et la Louisiane en glace. En 1826, Rufus Page construisait la première glacière à Gardiner pour approvisionner les navires de Tudor. La glace était collectée par les fermiers de la région en hiver : découpée à la scie, elle était amenée par flottage jusqu'à un entrepôt à quai, et conservée jusqu'au printemps suivant. Elle était alors conditionnée dans de la sciure de bois avant d'être embarquée sur les navires.
Le port de Bath se fit rapidement une réputation par ses ateliers de construction navale : on y dénombra jusqu'à 200 entreprises différentes, et plus de 5 000 navires y ont été construits à ce jour. La croissance de la ville était rapide : dès 1844, les quartiers ouest formaient à leur tour une commune séparée (West Bath), et la ville prenait le 14 juin 1847 le statut de cité de l'État du Maine et en 1854 devenait siège de comté. À cette date, c'était le 5e plus grand port des États-Unis, et les clippers sortis de ses arsenaux étaient réputés dans le monde entier. La dernière entreprise commerciale active dans la construction de trois-mâts fut Percy & Small Shipyard, dont les ateliers ont été rachetés en 1971 par le Maine Maritime Museum.

## Ressources naturelles
Avant le développement des arsenaux de Bath, les colons tiraient parti de l'abondance des poissons migrateurs, en particulier le saumon atlantique. L’exploitation de l’énergie hydroélectrique s'est accompagnée de l’effondrement des populations halieutiques, mais la démolition des barrages de la Kennebec a suscité ces dernières années de houleux débats dans l'État du Maine. Il reste que depuis la démolition du barrage d'Edwards Dam en 1999, les populations de migrateurs ont sensiblement augmenté.

## Hydrologie
La rivière draine un bassin hydrographique de 15 200 km2, et alimente la baie de Merrymeeting avec un débit de 258 m3/s. Le gouvernement américain exploite trois stations de jaugeage le long de la Kennebec river :
- la première se trouve à Indian Pond (45° 30′ 40″ N, 69° 48′ 39″ O) où le bassin drainé est de 4 100 km2. Le débit enregistré varie entre 4,6 et 931,6 m3/s.
- La seconde se trouve à Bingham (45° 03′ 06″ N, 69° 53′ 12″ O) où le bassin drainé est de 7 030 km2. Le débit enregistré varie entre 3,1 et 1 846 m3/s.
- La troisième est à North Sidney (Maine) (44° 28′ 21″ N, 69° 41′ 09″ O) où le bassin drainé est de 13 990 km2. Le débit enregistré varie entre 33 et 6 570 m3/s.

Il y a deux autres stations de jaugeage à Augusta (Maine) (44° 19′ 06″ N, 69° 46′ 17″ O) et à Gardiner (Maine) (44° 13′ 50″ N, 69° 46′ 16″ O), où le débit est très affecté par le mascaret.
Avant les aménagements hydroélectriques, la Kennebec était navigable jusqu’à Augusta : ainsi en 1813 le fondateur du lycée de Colby College avait pu remonter la rivière avec son sloop, le Hero, jusqu’à Augusta avant d'embarquer sur un vapeur qui l'emmena à Waterville, où se trouve le lycée.
Le 1er avril 1987, une crue liée à la fonte des neiges conjuguée à des précipitations de 150 mm de pluie a provoqué la submersion des berges ; le lendemain, la cote atteignait 10,40 m au-dessus du niveau interannuel moyen, inondant 2100 maisons, en détruisant 215 et en endommageant 240 autres. Cette inondation se traduisit par 100 millions de $ de dégâts (soit 171 millions en dollars au cours de 2008). Les marques de ce sinistre sont toujours visibles dans les villes qui bordent la rivière.